# American Tourists Abroad
 (mai 2018).
Si vous disposez d'ouvrages ou d'articles de référence ou si vous connaissez des sites web de qualité traitant du thème abordé ici, merci de compléter l'article en donnant les références utiles à sa vérifiabilité et en les liant à la section « Notes et références ».
Pour plus de détails, voir Fiche technique et Distribution.
American Tourists Abroad est un documentaire américain sorti en 1912, réalisé par Sidney Olcott. Tourné en Italie durant l'hiver 1912.

## Fiche technique
- Réalisation : Sidney Olcott
- Production : Kalem
- Directeur de la photo : George K. Hollister
- Décors :
- Longueur : 578 pieds
- Date de sortie :
- Distribution :

## Anecdotes
Sur la route du Moyen-Orient, la troupe cinématographique américaine de Kalem fait étape à Naples. Il y a là Sidney Olcott, Gene Gauntier, Alice Hollister, son mari caméraman George K. Hollister et leurs deux enfants George Jr et Doris; Jack J. Clark, Robert G. Vignola, J.P. McGowan, Allen Farnham. La troupe visite Pompéi puis Rome et le Vatican. 